# Bistum Bacabal
Das Bistum Bacabal (lateinisch Dioecesis Bacabalensis, portugiesisch Diocese de Bacabal) ist eine in Brasilien gelegene römisch-katholische Diözese mit Sitz in Bacabal im Bundesstaat Maranhão.

## Geschichte
Das Bistum Bacabal wurde am 22. Juni 1968 durch Papst Paul VI. mit der Apostolischen Konstitution Visibilis natura aus Gebietsabtretungen des Erzbistums São Luís do Maranhão und der Territorialprälatur São José do Grajaú errichtet. Es wurde dem Erzbistum São Luís do Maranhão als Suffraganbistum unterstellt.

## Bischöfe von Bacabal
- Paschasius Hermann Rettler OFM, 1968–1989
- Heinrich Johannpötter OFM, 1989–1997
- José Belisário da Silva OFM, 1999–2005, dann Erzbischof von São Luís do Maranhão
- Armando Martín Gutiérrez FAM, seit 2006